# Estàtua de Zeus a Olímpia
L'estàtua de Zeus a Olímpia era una figura gegant sedent, d'uns 12,4 metres d'alçada, feta per l'escultor grec Fídies cap al 435 aC al santuari d'Olímpia, Grècia, i erigit al temple de Zeus. Zeus és el déu del cel i del tro a l'antiga religió grega, que governa com a rei dels déus a l'Olimp.
L'estàtua era una escultura criselefantina de plaques de vori i panells d'or sobre un marc de fusta. Zeus es va asseure en un tron de fusta de cedre pintat adornat amb banús, vori, or i pedres precioses. Va ser una de les set meravelles del món antic.
L'estàtua es va perdre i es va destruir durant el segle v dC; els detalls de la seva forma només es coneixen a partir de descripcions i representacions de l'antiga Grècia a les monedes.

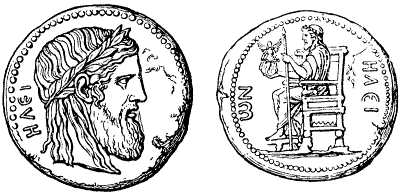
Moneda del districte d'Elis al sud de Grècia que il·lustra l'estàtua de Zeus olímpic (Nordisk familjebok)

## Història
L'estàtua de Zeus va ser encarregada pels eleus, organitzadors dels Jocs Olímpics, a la segona meitat del segle v aC per al seu temple de Zeus construït feia poc. Per superar els seus rivals atenesos, els eleus van contractar l'escultor Fídies, que abans havia fet l'estàtua massiva d'Atena Pàrtenos al Partenó.
L'estàtua ocupava la meitat de l'amplada del passadís del temple construït per allotjar-la. El geògraf Estrabó va assenyalar a principis del segle i aC que l'estàtua feia «la impressió que si Zeus s'aixequés i s'aguantés dret, deixaria el temple sense sostre». El Zeus era una escultura criselefantina, feta amb panells de vori i or sobre una subestructura de fusta. No se n'ha conservat cap còpia de marbre ni bronze, tot i que hi ha versions reconeixibles, però només aproximades en monedes d'Elis i en monedes romanes i gemmes gravades.
El geògraf i viatger del segle ii Pausànies en va deixar una descripció detallada: l'estàtua estava coronada amb una corona esculpida de branques d'olivera i portava una túnica daurada feta de vidre i tallada amb animals i lliris. La seva mà dreta sostenia una petita estàtua criselefantina de Nice coronada, deessa de la victòria i a l'esquerra un ceptre incrustat de molts metalls amb una àguila. El tron presentava figures pintades i imatges forjades i estava decorat amb or, pedres precioses, banús i vori. Les sandàlies daurades de Zeus descansaven sobre un tamboret decorat amb un relleu de l'Amazonomàquia. El pas per sota del tron estava restringit per pantalles pintades.
Pausànies també relata que l'estàtua es va mantenir constantment recoberta d'oli d'oliva per contrarestar l'efecte nociu sobre el vori provocat pel «pantanós» bosc sagrat d'Altis. El terra davant de la imatge estava pavimentat amb rajoles negres i envoltat per una vora elevada de marbre per contenir l'oli. Aquest embassament actuava com una piscina reflectant que duplicava l'alçada aparent de l'estàtua.
Segons l'historiador romà Livi, el general romà Emili Paulus (el vencedor sobre Macedònia) va veure l'estàtua i «la seva ànima es va emocionar, com si hagués vist el déu en persona», mentre que el segle i. L'orador grec Dió Crisòstom va declarar que una sola visió de l'estàtua faria oblidar a un home tots els seus problemes terrenals.

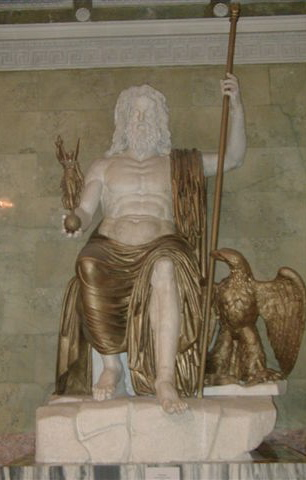
Zeus romà sedent, marbre i bronze (restaurat), seguint el tipus establert per Fídies (Museu de l'Hermitage, Sant Petersburg).

Segons una llegenda, quan se li va preguntar a Fídies què el va inspirar —si va pujar a l'Olimp per veure Zeus, o si Zeus va baixar de l'Olimp perquè Fídies el pogués veure—, l'artista va respondre que va retratar Zeus segons el Llibre I (versos 528–530) de la Ilíada d'Homer:
| ἦ καὶ κυανέῃσιν ἐπ' ὀφρύσι νεῦσε Κρονίων ἀμβρόσιαι δ' ἄρα χαῖται ἐπερρώσαντο ἄνακτος κρατὸς ἀπ' ἀθανάτοιο μέγαν δ' ἐλέλιξεν Ὄλυμπον. | Amb un moviment de ses negres celles, fa un senyal d'assentiment; la cabellera divina s'eriça damunt la testa immortal del rei, i l'ample Olimp s'estremeix. |
| | |

L'escultor també tenia fama d'haver immortalitzat Pantarkes, el guanyador de l'esdeveniment de lluita masculina a la vuitanta-sisena Olimpíada que es deia que era el seu «estimat» (eromenos), tallant Pantarkes kalos («Pantarkes és preciós») al dit petit de Zeus i col·locant un relleu del nen que es corona als peus de l'estàtua.
Segons Pausànies, «quan la imatge estava completament acabada, Fídies va pregar al déu que mostrés mitjançant un senyal si l'obra li agradava. Immediatament, diu la llegenda, un llamp va caure en aquella part de terra on fins als nostres dies hi havia el gerro de bronze per cobrir el lloc.»

## Pèrdua i destrucció
Segons l'historiador romà Suetoni, l'emperador romà Calígula va donar ordres que «les estàtues dels déus especialment famoses per la seva santedat o el seu mèrit artístic, inclosa la de Júpiter a Olímpia, haurien de ser portades de Grècia, per tal de llevar-los el cap i posar-hi els seus». L'emperador va ser assassinat abans que això pogués passar, l'any 41 dC; suposadament la seva mort va ser anunciada per l'estàtua, que «de sobte va fer una rialla tant que la bastida es va esfondrar i els obrers van fugir».
L'any 391 dC, l'emperador romà cristià Teodosi I va prohibir la participació en cultes pagans i va tancar els temples. El santuari d'Olímpia va caure en desús. Es desconeixen les circumstàncies de l'eventual destrucció de l'estàtua. L'historiador romà d'Orient del segle xi Jordi Cedrè registrà una tradició que deia que l'estàtua havia estat traslladada a Constantinoble, on va ser destruïda en el gran incendi del Palau de Lausus, l'any 475 dC.
Alternativament, una altra hipòtesi és que l'estàtua va morir juntament amb el temple, que va ser greument danyat pel foc l'any 425 dC. Tanmateix, en una pèrdua o dany previ tal com referencià Llucià de Samòsata a finals del segle ii, al Timon: «han posat les mans sobre vostre a Olímpia, mon senyor Déu del llamp i el tro, i no veu tenir l'energia per despertar els gossos o cridar als veïns; segurament podrien haver vingut a rescatar-vos i atrapar els companys abans d'haver acabat d'empaquetar el botí».

## Importància

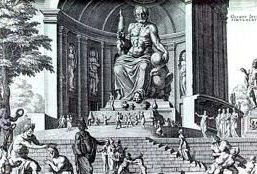
Gravat de 1572 de l'estàtua de Zeus en Olímpia. Es diu que l'any 394, va ser transportada a Constantinoble (actual Istambul), on es diu que va ser destruïda per un incendi.

El que no hagués vist el santuari i el que hi havia dins era considerat desafortunat pels grecs. El Zeus d'Olímpia va ser la darrera obra de l'escultor grec Fídies, de qui també era l'estàtua d'Atena Pàrtenos a l'Acròpolis construïda amb la mateixa tècnica. Representava el cap dels déus amb les celles arrufades (supercilium). Perquè amb un aixecament del front, segons l'antiga creença, Zeus governava el món; amb les celles arrufades feia tremolar l'Olimp. Fins i tot a l'antiguitat, Fídies va ser acusat de violar les regles de la proporció correcta a la seva estàtua, ja que el Zeus assegut arribava fins al sostre del temple, que hauria destruït si s'hagués posat dret. D'altra banda, la seva contemplació devia ser un esdeveniment emocionalment excitant. A principis del segle ii aC, el general romà Emili Paulus es va terroritzar en veure l'estàtua i va expressar l'opinió que només Fídies havia recreat el Zeus d'Homer. Emili Paulus es va sentir tan commogut per la impressió de realisme de l'estàtua que va ordenar una ofrena al déu similar a un sacrifici al Temple Capitolí per a Júpiter.
L'estàtua de Zeus apareix per primer cop a finals del segle ii aC, per Antípatre de Sidó i per Filó de Bizanci en el cànon de les set meravelles del món antic. Filó fins i tot descriu el seu efecte explícitament, expressant que només per a aquesta imatge els déus havien inventat el vori; i mentre la resta de meravelles només eren admirades, aquesta seria fins i tot adorada, ja que com a obra d'art podria ser increïble, però com a imatge de Zeus era sagrada. Com a meravella del món, l'estàtua s'esmenta fins a l'antiguitat tardana, i en uns quants casos amb especificacions de mida cada cop més fantàstiques. Si Higini, amb 60 peus o sigui una mica menys de 18 metres, continua sent una aproximació relativament bona de l'alçada real que aconseguia, l'alçada de l'estàtua segons Ampeli seria de 150 colzes o sigui més de 66 metres, i fins i tot 170 colzes o 75 metres és esmentat per un anònim com altura. En canvi, l'alçada de 100 peus, és a dir, uns 30 metres, a Vibio Sequester és una exageració més moderada. Fins i tot l'estadista i erudit romà del segle vi aC Cassiodor esmenta favorablement l'estàtua d'elegància suprema entre les set meravelles del món.

## Posteritat i influència
L'abat Barthélemy a Voyage of the young Anacharsis in Greece (1843), escriu que «el Júpiter d'Olímpia sempre servirà de model per als artistes que vulguin representar dignament l'Ésser Suprem.» Va inspirar a Daniel Chester French per la seva representació d'Abraham Lincoln al Lincoln Memorial i Salvador Dalí en el seu quadre L'estàtua de Zeus a Olímpia pintat el 1954.
En la ficció, l'estàtua va aparèixer al joc Assassin's Creed Odyssey (publicat l'octubre de 2018), així com el Temple d'Olímpia (el modelatge de l'estàtua sembla estar basat, en gran part, en el que es troba al Museu de l'Ermitage de Sant Petersburg).

## Taller de Fídies

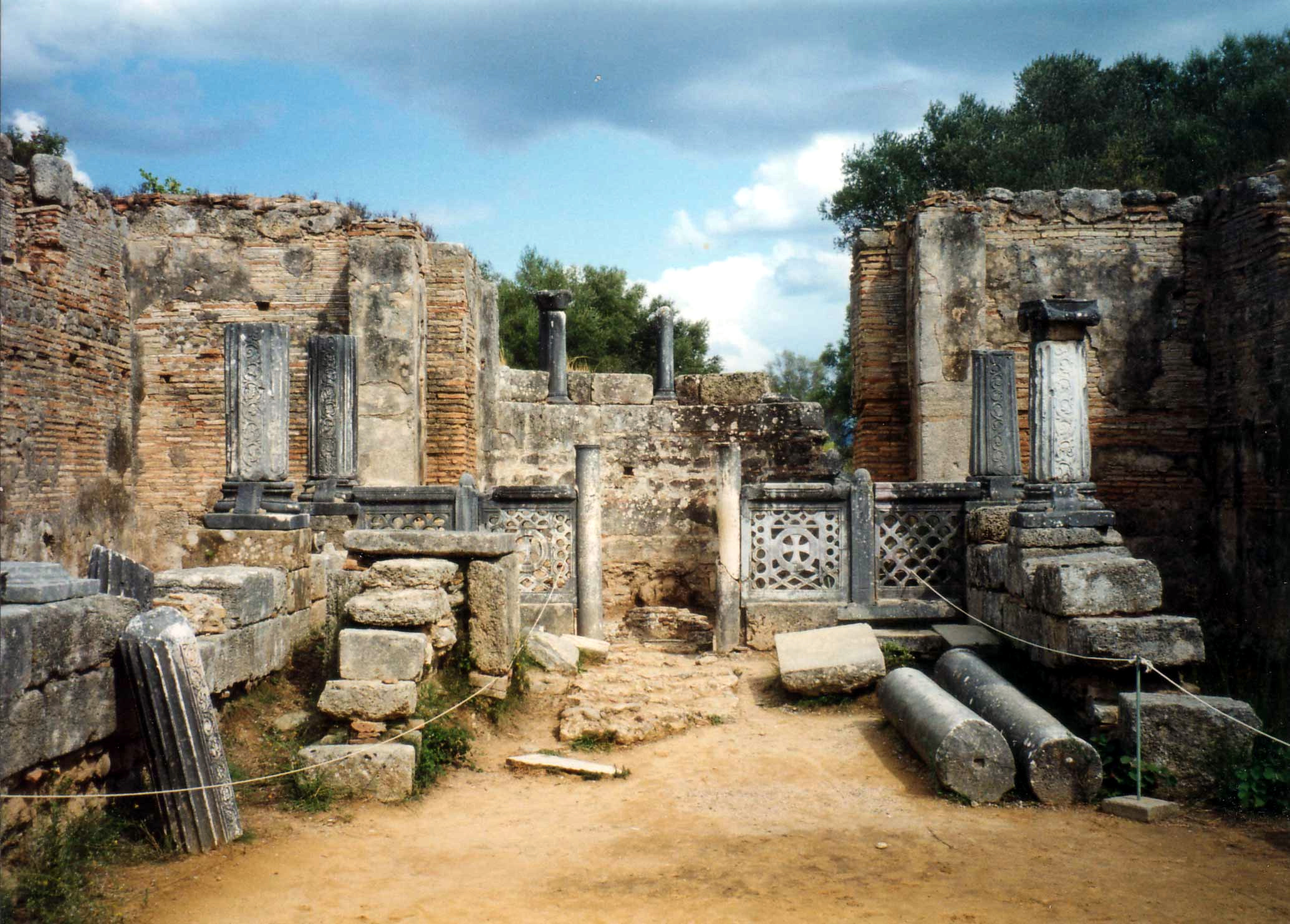
Foto (2005) del taller de Fídies a Olympia

La data aproximada de l'estàtua (tercer quart del segle v aC) es va confirmar en el redescobriment (1954–1958) del taller de Fídies, aproximadament on Pausànies va dir que es va construir l'estàtua de Zeus. Les troballes arqueològiques inclouen eines per treballar l'or i el vori, estelles de vori, pedres precioses i motlles de terracota. La majoria d'aquests últims es van utilitzar per crear plaques de vidre, i per formar la túnica de l'estàtua a partir de làmines de vidre, drapats i doblegats de manera natural, i després daurats. Al lloc es va trobar una tassa amb la inscripció «ΦΕΙΔΙΟΥ ΕΙΜΙ» («Pertanyo a Fídies»).